# Subh-i Azal
Cette page contient des caractères spéciaux ou non latins. S’ils s’affichent mal (▯, ?, etc.), consultez la page d’aide Unicode.
Ṣubḥ-i Azal (Soubh-i Ezèl en vieille graphie non scientifique), ce qui signifie « Aurore de l’Éternité » en arabe, est le titre de Mīrzā Yaḥyā Nūrī qui fut le successeur du Bāb et le chef du Peuple du Bayān.
Il naquit en 1831 dans un faubourg de Téhéran d'une famille originaire du village de Tākūr, dans la région de Nour, dans la province iranienne du Māzandarān, et mourut le 29 avril 1912 à Famagouste, dans l’île de Chypre, où il avait été exilé par l’Empire ottoman en 1868.

## Biographie

### Enfance et jeunesse

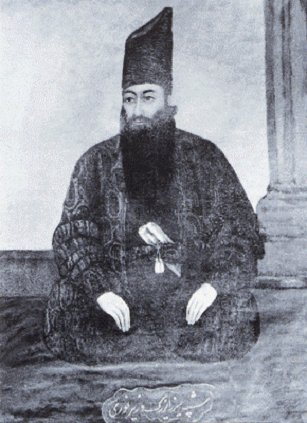
Mīrzā ʿAbbās-i Nūrī (mieux connu comme Mīrzā Buzurg, mort en 1839), père de Mīrzā Yaḥyā.

Sa mère Kūčik Ḫānum-i Kirmānšahī mourut en le mettant au monde et son père Mīrzā Buzurg-i Nūrī s’éteignit en 1839, lorsqu'il était âgé de huit ans. Il fut pris en charge par une autre épouse de son père, Ḫadijih Ḫānum, la mère de son demi-frère plus âgé que lui de treize ans, Mīrzā Ḥusayn ʿAlī Nūrī, plus connu sous le titre de Bahāʾ-Allāh.
D'après le témoignage de ses proches, il était un enfant très gentil et tranquille. Il passa son enfance à Téhéran, se rendant en été dans le village de Tākūr, suivant en cela une tradition familiale. Arthur de Gobineau raconte que, parvenu à l'âge de cinq ans, sa belle-mère l'envoya à l'école, mais qu'il refusa d'y rester plus que trois jours, parce que le maître l'avait frappé avec un bâton. Il apprit le persan et était assez bon calligraphe, mais il n'aimait pas l'arabe.
En 1844, à l'âge de quatorze ans, il devint disciple du Bāb, fondateur du babisme ou la foi babie (persan : بابی ها = Bābī hā), qui lui donna divers titres, comme : Ṯamarat al-Azalīyyah (« Fruit de l’Éternité ») et ʿIsm al-Azal (« Nom de l'Éternité »). Les azalis l’appelèrent Ḥaḍrat-i Azal (« Sainteté de l’Éternité ») et Ṣubḥ-i Azal (« Aurore de l'Éternité »). Ce titre apparaît dans le Ḥadīṯ-i Kumayl, que le Bāb cite dans son ouvrage intitulé Dalā'il-i Sab'ih (Les Sept Preuves). Les azalis interprètent cela comme une mention de Mīrzā Yaḥyā et, contrairement à ce que soutient l’historiographie traditionnelle baha’ie, Manūčihri Sipihr montre que ce titre ne fut attribué qu'à lui.
Lorsqu'il eut seize ou dix-sept ans, Ṣubḥ-i Azal épousa sa cousine Fāṭimih Ḫānum. Il épousa aussi Maryam Ḫānum, connue sous le nom de Qanitih, arrière-grand-mère de ʿAtīyyih Rūhī, qui a écrit sa biographie. 
Lorsqu'il voulut joindre le Bāb au Ḫurāsān, son demi-frère Bahāʾ-Allāh, prétextant son jeune âge, l'obligea à rebrousser chemin. Après quelque temps Ṣubḥ-i Azal se rendit à Nūr, et de là à Bārfurūš, où il rencontra Ḥājī Muḥammad ʿAlī de Bārfurūš, qui avait accompagné le Bāb dans son pèlerinage à la Mecque en 1844. En 1848, dans la même ville, il rencontra Quddūs et Qurratu’l-‘Ayn, de retour d'un grand rassemblement des babis à Badašt. Il fut ensuite arrêté avec d'autres babis, alors qu'il s'apprêtait à rejoindre Quddūs, battu et emprisonné.

### Succession du Bāb
Au cours de son emprisonnement dans la forteresse de Čahrīq, quelque temps après le martyre de Quddūs, le Bāb rédigea en 1849 une épître intitulée Lawḥ-i Vasaya, considérée comme son testament, par lequel il nommait Ṣubḥ-i Azal chef de la communauté babie après son décès, jusqu’à l’apparition de « Celui que Dieu rendra manifeste » (man yuẓhiruhu'llāh, en arabe : من یظهر الله, et en persan: مظهر کلّیه الهی ), avec pour consignes:

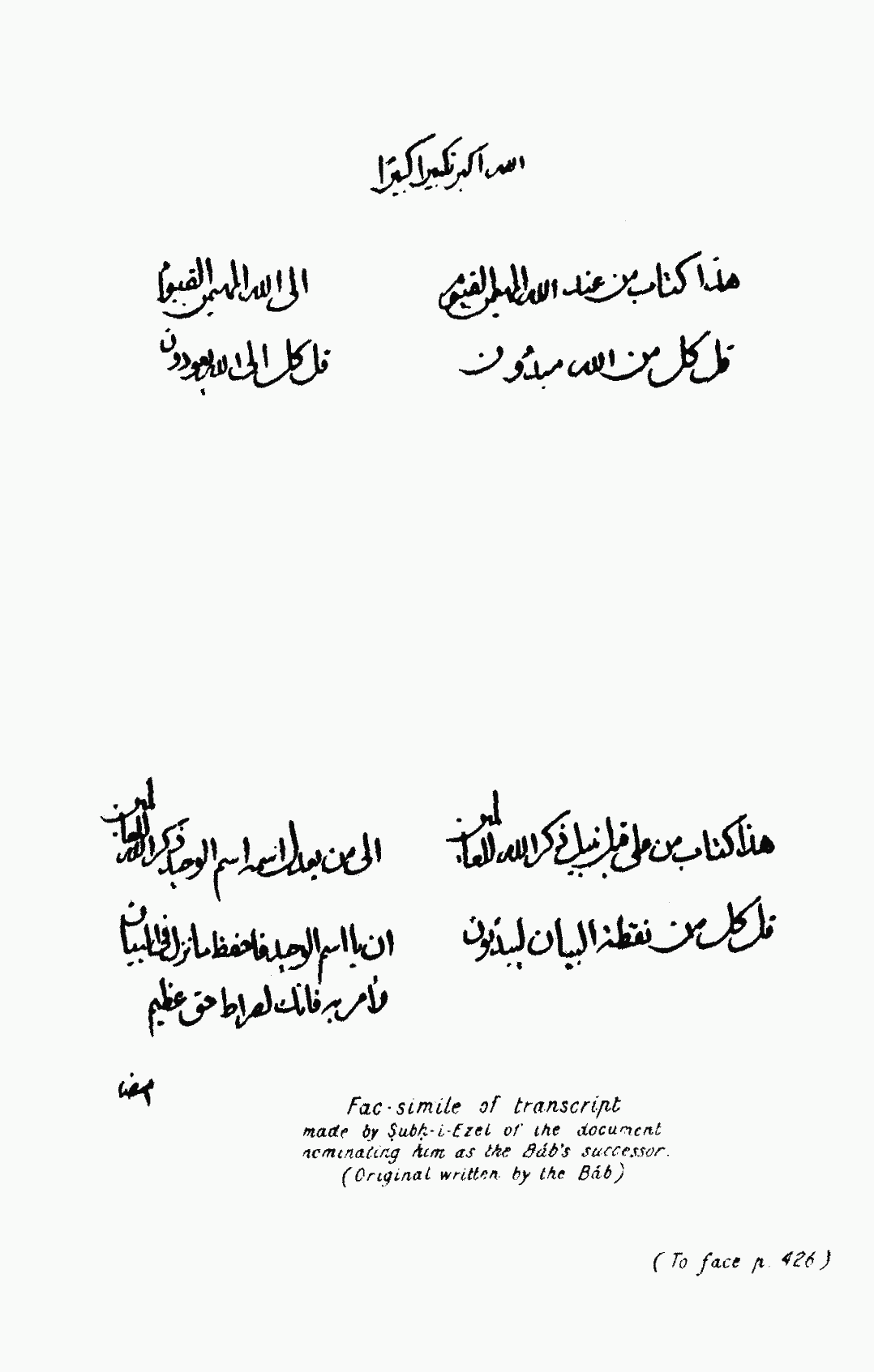
Transcription de la main de Ṣubḥ-i Azal du document le nommant successeur du Bāb.

- d'assurer sa propre sécurité et celle de ses écrits, ainsi que de ce qui est révélé dans le Bayān.
- communiquer avec les babis et demander conseil aux Témoins du Bayān, ainsi qu'à āqā Siyyid Ḥusayn Yazdī.
- rassembler, sceller, si besoin compléter les écrits saints du Bāb, pour les distribuer parmi les babis et les faire connaître parmi l'humanité.
- inviter les hommes à embrasser la révélation du Bāb.
- décider quand sera venu le triomphe et désigner son propre successeur.
- reconnaître « Celui que Dieu rendra manifeste » quand il viendra et inviter les hommes à en faire autant.

E. G. Browne, dans le commentaire à son édition de l'histoire des babis de Ḥājī Mīrzā Jānī de Kāšān, écrit au sujet de cette nomination :
« Briefly what clearly appears from this account is that Mirza Yahya received the title of Subh-i Azal because he appeared in the fifth year of the Manifestation, which, according to a tradition of Kumayl (p. 3, last line of the text) is characterized by “a Light which shone forth from the Dawn of Eternity”; that the Bab bestowed on him his personal effects, including his writings, clothes and rings, nominated him as his successor (Wali), and bade him write the eight unwritten Wahids of the Bayan, but abrogate it if “‘He whom God’, shall manifest” should appear in his time, and put into practice that with which he should be inspired. »
Comme l'écrit A.-L.-M. Nicolas: « Que ce Mîrzâ Yahya [Subh-i Azal] ait été considéré par tous les bâbî comme le khalîfe du Bâb défunt, cela ne peut faire de doute pour personne et les Bèhâ'i sont de mauvaise foi quand ils le nient. »
La version des Baha'is conteste celle de  A.-L.-M. Nicolas, car ils ne nient point que Mirza Yayha (Subh-i-Azal ) fut le successeur nominal du Bab , mais ils contestent que Subh-i-Azal fut "Celui que Dieu rendra manifeste ", ce que d'ailleurs il n'a jamais prétendu.
En suivant la consigne du Bāb d'assurer sa propre sécurité, Ṣubḥ-i Azal se cacha sous des faux-noms en pratiquant la dissimulation (taqîya), et réussit ainsi à fuir les persécutions qui s’abattirent sur les babis à la suite de la tentative d’assassinat contre le roi de Perse Nāṣiri’d-Dīn Šāh Qājār (1831-1896) le 15 août 1852, et il vécut jusqu’à sa mort en exil, d'abord à Bagdad, ensuite à Andrinople et pour finir à Famagouste.

### Exil à Bagdad
Ṣubḥ-i Azal avait réussi à fuir la sanglante répression des babis à Tākūr et, déguisé en derviche, à atteindre Bagdad, où il vivait caché sous le nom de Ḥājī ʿAlīy-i lās Furūš, en gardant les contacts avec la communauté babie à travers des émissaires appelés « Témoins du Bayān »,. Cet effacement volontaire permit à son demi-frère  Bahāʾ-Allāh de se mettre en avant. Toutefois, pendant leur exil à Bagdad,  Bahāʾ-Allāh reconnut à plusieurs reprises le rang de Ṣubḥ-i Azal comme chef de la communauté babie  tant dans ses lettres qu'en public.
Depuis l’exécution du Bāb le 9 juillet 1850, plusieurs babis déclarèrent être « Celui que Dieu rendra manifeste » annoncé par le Bāb, mais aucun d’eux ne réussit à convaincre la communauté de la justesse de ses prétentions. Bahāʾ-Allāh prétendit à son tour avoir eu fin 1852, dans la prison souterraine du Sīyāh-Čāl (« le trou noir ») à Téhéran, une expérience mystique lui faisant prendre conscience qu’il était « Celui que Dieu rendra manifeste », mais ce n’est qu’en avril 1863 qu’il en fit l'annonce à ses compagnons, alors qu’il était sur le point de quitter Bagdad pour Constantinople. La majorité des babis acceptèrent de le reconnaître comme tel et devinrent les disciples de la nouvelle religion qu’il fonda : la foi baha’ie. Mais Ṣubḥ-i Azal ne le reconnut pas et une minorité de la communauté babie le suivit et lui resta fidèle, en dépit des persécutions dont elle était victime, par le gouvernement persan d'une part et par des partisans de Bahāʾ-Allāh d'une autre.

### Exil à Andrinople
Après un premier transfert à Bagdad jusqu'à 1863, les chefs de la communauté furent exilés pour quatre mois à Constantinople et ensuite envoyés à Andrinople. Au cours de la seconde années de l’exil à Andrinople, selon une version baha'ie des événements rejetée par les azalis comme fausse et calomnieuse, Ṣubḥ-i Azal se rebella contre l’autorité de son demi-frère. Il intrigua auprès des autorités ottomanes, complota contre  Bahāʾ-Allāh et essaya même plusieurs fois de le tuer, en particulier par un poison qui lui laissa un tremblement de la main pour le restant de sa vie. Plusieurs témoignages dignes de foi montrent au contraire que ce furent des baha'is qui assassinèrent des azalis. Les baha'is soutiennent que cela eut lieu malgré l'interdiction formelle de Bahāʾ-Allāh, qui fut interrogé à ce sujet par les autorités ottomanes et relâché après s'être déclaré innocent,, mais les azalis n'acceptent pas cette version baha'ie des événements et soutiennent celle de Ṣubḥ-i Azal relatée par E. G. Browne, ou une variante très proche.
Le schisme instauré au sein de la communauté babie entre les disciples de Bahāʾ-Allāh (« baha’is ») et les partisans de Ṣubḥ-i Azal (« azalis ») devint officiel en septembre 1867. Cela amena Baha'u'llah à rédiger peu de temps après son ouvrage intitulé Kitāb-i Badī'  (Merveilleux livre nouveau) pour réfuter les arguments de ses opposants parmi le « Peuple du Bayān » (Ahl-i Bayān), surtout Siyyid Muḥammad-i Iṣfāhānī que les baha’is considèrent comme l'« éminence grise » de Ṣubḥ-i Azal.
Pour mieux comprendre ce conflit fratricide qui se développa entre les deux factions de babis, il faut savoir que le babisme est né du chiisme duodécimain, dont il reprend les notions de messianisme eschatologique, de Taqiya (dissimulation) et de Djihad (guerre sainte) contre les hérétiques,, comme le montrent l'épisode de la bataille de Šayḫ Ṭabarsī et l'attitude de Ṣubḥ-i Azal en exil à Bagdad,. Il faut aussi savoir que, dans cette tradition, le chef religieux jouit non seulement d'une autorité spirituelle, mais qu'il bénéficie aussi des dons matériels de ses disciples (sihmu'l-imām : « la part du guide »).
Le conflit entre partisans de Bahāʾ-Allāh et de Ṣubḥ-i Azal devint si violent et sanglant que le gouvernement ottoman décida finalement de les séparer, en envoyant un groupe avec Ṣubḥ-i Azal à Famagouste dans l’île de Chypre, et un autre groupe avec Bahāʾ-Allāh dans la colonie pénitentiaire de Saint-Jean-d’Acre (‘Akkā) en Palestine. Ils quittèrent Andrinople le 12 août 1868 (22e jour de Rabī'u'ṯ-Ṯānī 1285 p.H.).

### Exil à Famagouste

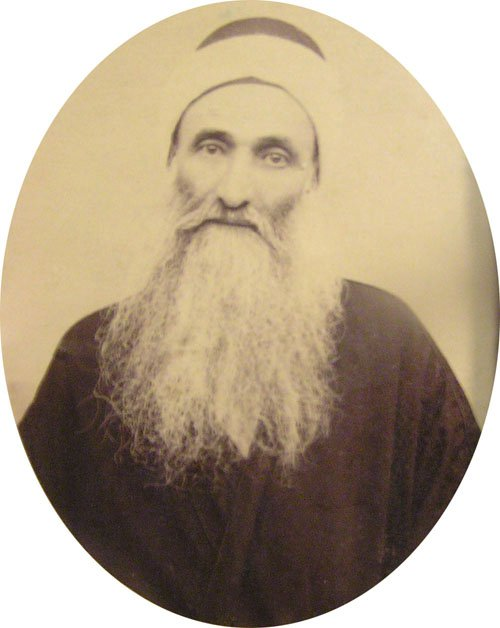
Ṣubḥ-i Azal à l'âge de 80 ans, photo par un photographe inconnu exécutée à Famagouste vers 1911.

Le 5 septembre 1868 Ṣubḥ-i Azal arriva à Chypre avec les membres de sa famille (deux épouses, six fils et quatre filles, ainsi que la femme et la fille de son fils Aḥmad), quelques disciples et quatre baha’is (Āqā ʿAbd al-Ġaffār Iṣfāhānī, Mīrzā ‘Alīy-i Sayyāh, Miškīn-Qalam et āqā Muḥammad-Bāqir-i Qahvihčī), qui avaient été joints à Ṣubḥ-i Azal pour le surveiller, mais souhaitaient rejoindre  Bahāʾ-Allāh en Palestine, comme le montre le témoignage du Šayḫ Ibrahīm recueilli par E. G. Browne. 
Mīrzā ‘Alīy-i Sayyāh était accompagné de sa femme, trois fils, une fille et une servante, Āqā Ḥusayn-i Iṣfāhānī, dit Miškīn-Qalam, d'une servante. Mīrzā ‘Alīy-i Sayyāh et āqā Muḥammad-Bāqir-i Qahvihčī moururent à Chypre en 1871 et 1872, Āqā 'Abd al-Ġaffār Iṣfāhānī réussit à s'enfuir le 29 septembre 1870, tandis que Miškīn-Qalam était encore emprisonné à Famagouste avec Ṣubḥ-i Azal au moment où l'île passa sous administration britannique le 22 juillet 1878, lorsque le Lieutenant Général Sir Garnet Wolseley débarqua à Larnaca pour prendre possession de l'île de Chypre en sa qualité de Haut Commissaire, à la suite des accords défensifs anglo-turcs du 4 juin 1878.
Brillant calligraphe (d'où son surnom de Qalam, c'est-à-dire « la plume », ou « le pinceau »), Miškīn-Qalam donna des leçons de persan à Claude Delaval Cobham, qui regretta son départ pour Saint-Jean-d’Acre (où il alla rejoindre les partisans de  Bahāʾ-Allāh) dans la nuit du 14 septembre 1886.
De la dizaine d'années passées par Ṣubḥ-i Azal à Famagouste sous la domination ottomane — entre 1868 et 1878 — il ne reste pas de traces officielles, les registres ayant été perdus ou détruits. Pendant l'administration anglaise de l'île, deux rapports à son sujet furent établis, le premier en 1878 et le deuxième en 1879. Le premier le présente ainsi : « Subbe Ezel. Handsome, well-bred looking man, apparently about 50 »; le deuxième spécifie : « Has family of 17 ». Les deux portent comme chef d'accusation justifiant la sentence d'exil à vie le fait d'avoir comploté contre l'Islam et la Sublime Porte.

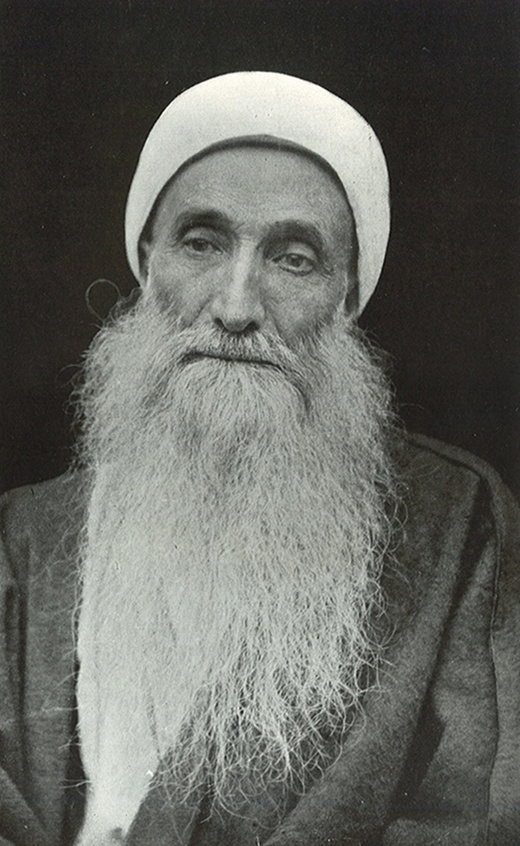
Ṣubḥ-i Azal à l'âge de 80 ans, photo publiée face à la p. 264 de The Fringe of the East de Harry Charles Lukach en 1913, exécutée à Famagouste vers 1911.

Le 5 septembre 1879 le nouveau Haut Commissaire, Sir Robert Biddulph, envoya une lettre au ministère des Affaires étrangères au sujet de ces prisonniers d'État, en précisant que « they are in receipt of a monthly allowance but are not permitted to leave the island ». Il demanda que le Gouvernement ottoman les autorise à regagner leur pays d'origine. Le 29 septembre 1879, le marquis de Salisbury, ministre britannique des Affaires étrangères, chargea de la question E.B. Malet, représentant de la Grande-Bretagne à Constantinople, lequel adressa une note en ce sens à la Sublime Porte le 10 octobre suivant, en faisant remarquer que « their continuance in Cyprus is a source of inconvenience to the Administration of that Island ».
L'administration anglaise de l'île aurait bien aimé en effet faire l'économie des rentes qui étaient versées à ces prisonniers et qui, en ce qui concerne Ṣubḥ-i Azal, se montaient à 1193 piastres par mois.
La réaction des autorités ottomanes à cette demande fut surprenante.
Le 16 janvier 1880 une note du ministère de la Justice fut adressée à l'ambassade britannique à Constantinople, d'où il ressort que l'accusation retenue contre Ṣubḥ-i Azal justifiant son exil n'était plus d'avoir comploté contre l'Islam et la Sublime Porte, mais avait été changée en celle bien plus infamante de «sodomie ». Le 20 janvier de la même année, une note du ministère ottoman de la Police communiquée par l'ambassade britannique de Constantinople à Sir Robert Biddulph (qui la reçut le 24) demanda purement et simplement que Ṣubḥ-i Azal et Miškīn-Kalām soient remis aux autorités ottomanes pour être transférés en détention à Saint-Jean-d’Acre. L'accusation de sodomie contre Ṣubḥ-i Azal était maintenue.
Devant cette exigence, un rapport de Sir Robert Biddulph au ministère des Affaires étrangères du 11 mars 1880 fournit toutes les informations en sa possession à ce sujet, et remarque notamment que « With regard to Subhi Ezzel, Sir R. Biddulph said that he could not discover any ground for the statement that his offense was [sodomy], his own statement being that he was falsely accused of preaching against the Turkish religion, and his bitter enemy — Muskin Kalem — also stating that the offense was heresy. » Il ajoute que « they were condemned for “Babieisme” to seclusion for life in a fortress. This sentence was given by Imperial Firman and not by any judicial tribunal... »
Il s'agissait en somme de prisonniers pour délit d'opinion et non pas de condamnés, régulièrement reconnus coupables par un tribunal pour des crimes de droit commun.
À la suite de ce rapport, le ministère des Affaires étrangères donna l'ordre de libérer les deux prisonniers, les autorisant à quitter Chypre s'ils le désiraient, leurs rentes continuant de leur être versées seulement au cas où ils choisiraient de demeurer dans l'île. Cette décision fut communiquée à la Sublime Porte en précisant (puisqu'elle insistait dans sa demande de transfert des prisonniers à Saint-Jean-d'Acre) que les deux Persans emprisonnés à Famagouste l'étaient de toute évidence à cause de leurs opinions religieuses et que le gouvernement britannique ne pouvait pas les y retenir sous cette accusation.
Le 24 mars 1881, Ṣubḥ-i Azal fut en conséquence informé officiellement qu'il était libre de se rendre là où il le voulait, en réponse il envoya à Sir Robert Biddulph une lettre, dans laquelle il lui demandait de pouvoir rester sous protection britannique, car il craignait d'être à son tour assassiné par les baha'is s'il se rendait en Palestine ou par les musulmans s'il revenait en Perse. Ṣubḥ-i Azal resta donc à Chypre, libre de ses mouvements, et l’Empire britannique continua à lui verser la pension qui lui avait été jusque là versée par la Sublime Porte ottomane en sa qualité de prisonnier d'État.
Pendant toutes ces années d'exil, placés sous stricte surveillance, les azalis vécurent entre eux et Ṣubḥ-i Azal continua de pratiquer la dissimulation et ne fit jamais du prosélytisme dans l’île, car il ne voulait pas avoir des problèmes avec le gouvernement. Les habitants de Famagouste le considéraient comme un saint homme musulman et il semblait vivre comme eux.

### Mort
D'après le témoignage de son fils Riḍvān ‘Alī, Ṣubḥ-i Azal mourut à Famagouste le lundi 29 avril 1912 à sept heures du matin et ses funérailles se déroulèrent dans l'après-midi de la même journée. Aucun des « Témoins du Bayān» n'étant présent, il fut enterré selon le rite musulman.

## Famille
Selon E. G. Browne, Ṣubḥ-i Azal eut plusieurs épouses et au moins 9 fils et 5 filles. Son fils Riḍvān ‘Alī rapporte que son père eut 11 ou 12 épouses. Dans son ouvrage intitulé The Cyprus Exiles, Moojan Momen lui attribue 17 épouses au cours de sa vie, parmi lesquelles 4 en Perse et au moins 5 à Bagdad, bien qu’il ne soit pas clair si ce fut en même temps ou successivement. Nabīl-i A’ẓam (Muḥammad-i Zarandī) rapporte dans sa chronique, qu’il se maria même d’une manière infamante avec une veuve du Bāb,,.  Tous ces témoignages sont suspects, et ils ont probablement été fabriqués dans le but de le disqualifier moralement, car il est en tout cas certain que pendant son exil à Chypre, où il était arrivé accompagné de deux épouses (Fāṭimih et Rūqīyyih), Ṣubḥ-i Azal ne vécut qu'avec une seule femme, la première étant décédée tout de suite après son arrivée dans l'île. On a vu dans le second rapport rédigé par l'administration anglaise en 1879 que sa famille à Chypre était composée de 17 personnes.
Toujours d'après E. G. Browne, après la mort de son père, un des fils de Ṣubḥ-i Azal, Riḍvān ‘Alī, après avoir quitté Famagouste pendant quelque temps, était entré au service de Claude Delaval Cobham et s'était converti à l'orthodoxie sous le nom de « Constantin le Persan ».

## Succession de Ṣubḥ-i Azal
D'après le témoignage de Riḍvān ʿAli rapporté par E. G. Browne, aucun des « Témoins du Bayān » n'était présent aux funérailles de Ṣubḥ-i Azal, ce qui explique la nomination d'un absent comme son successeur à la tête de la communauté: Mīrzā Yaḥyā Dawlat-ābādī, le fils de āqā Mīrzā Muḥammad Hādī Dawlat-ābādī, la succession était ainsi formellement garantie De nos jours, les membres de la communauté Bayani soutiennent qu'il n'y pas de preuves documentaires valables de cette succession.

## Postérité
Après sa mort, les babis dépérirent au cours du XXe siècle, bien que quelques-uns jouèrent un rôle certain dans la révolution constitutionnelle persane de 1905 à 1911. Ils vivaient leur foi en cachette dans un milieu musulman et ne développèrent pas d'organisation à grande échelle.
Il ne reste plus actuellement que quelques milliers de disciples de Ṣubḥ-i Azal, qui s'appellent eux-mêmes le Peuple du Bayān et sont nommés Bābīs, bayānīs ou azalīs, principalement en Iran et en Ouzbékistan, mais il est impossible de donner de chiffre exact, car ils continuent de pratiquer la dissimulation (taqīya) et ils vivent sans se différencier des musulmans qui les entourent. Quelques-uns sont établis aux États-Unis d'Amérique, où ont été réédités les écrits de August J. Stenstrand en faveur de Ṣubḥ-i Azal, publiés pour la première fois entre 1907 et 1924.

## Œuvres
Ṣubḥ-i Azal a laissé un nombre important d'écrits, dont la presque totalité n'a pas été traduite. On peut cependant lire en anglais Risāliy-i Mulūk (Traité sur la Royauté), écrit au mois d'août 1895 en réponse à des questions qui lui avaient été posées par A.-L.-M. Nicolas.
En suivant les consignes du Bāb, Ṣubḥ-i Azal a complété le Bayān persan. Le Bāb laissa incomplet ses deux Bayans, qui devaient comprendre 19 « Unités » (vāḥid, dont la valeur numérique selon la numération Abjad équivaut à 19) de 19 chapitres (« Portes » = abwāb, au singulier bāb), car le nombre 19 joue un grand rôle symbolique dans le Babisme, ainsi que le nombre 361 (19 × 19 Kull-i Šay' = « Totalité », dont la valeur numérique équivaut à 361). Le Bayān en persan comprend 9 unités complètes et 10 chapitres, alors que le Bayān en arabe comprend 11 unités complètes. Ṣubḥ-i Azal et  Bahāʾ-Allāh prétendirent tous les deux au droit de compléter le Bayān,  Ṣubḥ-i Azal rédigea un ouvrage intitulé Mutammim-i Bayān (Supplément au Bayān) pour donner au Bayān persan le même nombre d'unités complètes que le Bayān arabe. Bahāʾ-Allāh rédigea en 1862 son Kitāb-i īqān (Livre de la Certitude), que les baha'is (mais non les bayānīs) considèrent comme le complément du Bayān que devait révéler « Celui que Dieu rendra manifeste » annoncé par le Bāb.

### Sources
E. G. Browne
- Kitab-i Nuqtatu’l-Kaf, Being the Earliest History of the Babis, écrite par Hajji Mirza Jani de Kashan entre 1850 et1852, éditée par E. G. Browne.
- A Traveller's Narrative: Written to illustrate the episode of the Bab, écrit par ʿAbd al-Bahā, traduit par E.G. Browne et publié par Cambridge University Press, Cambridge, 1891 (voir l’introduction et les notes (w) de Browne) et réédité par Kalimāt Press, Los Angeles, 2004, avec notes du traducteur),  (ISBN 978-1-890688-37-0)
- A Year Amongst the Persian, écrit par E. G. Browne, publié par A & C Black Ltd, Londres, 1893.
- The Tarikh-i Jadid, or New History of Mirza ʿAli Muhammad The Bab rédigé vers 1880 par Mirza Huseyn Hamadani et traduit en anglais par Edward G. Browne à partir du manuscript original. Cambridge: University Press, 1893. Contient en complément A Succinct Account of the Babi Movement par Subh-i Ezel. Réimprimé par Philo Press, Amsterdam, 1975,  (ISBN 978-90-6022-315-4), avec une note biographique par Michael Browne, et par H-Bahai, Lansing, Michigan, 2005.
- Personal Reminiscences of the Babi Insurrection at Zanjan in 1850, écrit par Aqa ʿAbdu'l-Ahad-i Zanjan, traduit par E.G. Browne et publié dans le Journal of the Royal Asiatic Society, 1897, vol. 29, p. 761–827.
- Materials for the Study of the Bābī Religion, écrit par E.G. Browne et publié par Cambridge University Press, Cambridge, 1918.

Michele Lessona
- I Babi écrit par Michele Lessona et publié par Ermanno Loescher éd., Turin, 1881. Publication numérisée de East Lansing, Michigan, H-Bahai, 2003.

Clément Huart
- La religion de Bâb, Réformateur persan du XIXe siècle, par Clément Huart, éditions Ernest Leroux, Paris, 1889.

Arthur de Gobineau
- Religions et philosophies dans l'Asie Centrale, écrit par Arthur de Gobineau et publié par Ernest Leroux, Paris, 3e édition, 1900.

A.-L.-M. Nicolas
- Sayyid ʿAlī Muḥammad Šīrāzī le Bāb (trad. A.-L.-M. Nicolas), Le Béyân arabe [« Bayān-i arabī »], Paris, Librairie Ernest Leroux, 1905 (lire en ligne)
- Sayyid ʿAlī Muḥammad Šīrāzī le Bāb (trad. A.-L.-M. Nicolas), Le Béyan persan [« Bayān-i fārsī »], Paris, Librairie Paul Geuthner, 1911-1914 (lire en ligne)
- Sayyid ʿAlī Muḥammad Šīrāzī le Bāb (trad. A.-L.-M. Nicolas), Le Livre de Sept Preuves de la Mission du Bab [« Dalāʾil-i Sabʿih »], Paris, J. Maisonneuve, 1902 (lire en ligne)
- Seyyed Ali Mohammad dit le Bāb, écrit par A.-L.-M. Nicolas et publié par Dujarric & Cie Éditeurs, Paris, 1905.
- Qui est le successeur du Bâb ? , écrit par A.-L.-M. Nicolas, publié par Adrien Maisonneuve, Paris, 1933.
- Les Behahis et le Bab, écrit par A.-L.-M. Nicolas et publié par la Librairie Orientaliste Paul Geuthner, Paris, 1933. Reprinted. East Lansing, Michigan, H-Bahai, 2010.
- Massacres de Babis en Perse, écrit par A.-L.-M. Nicolas et publié par la Librairie d'Amérique et d'Orient, Paris, 1936. Reprinted East Lansing, Michigan, H-Bahai, 2010.

### Écrits favorables au point de vue azali
- A Brief Biography of His Holiness Ṣubḥ-i Azal, écrit par ʿAṭṭīya Rūḥī.
- The Complete Call to Heaven of the Bayān, écrit par August J. Stenstrand, édité par Muhammad Abdullah al-Ahari avec une introduction de E. G. Browne sur le babisme et publié par Magribine Press, Chicago, 2006,  (ISBN 978-1-56316-953-3).
- The Bahā'ī Faith: Its History and Teachings, écrit par William McElwee Miller, publié par William Carey Library, Pasadena, CA, 1974.  (ISBN 978-0-87808-137-0).

### Écrits baha'is
- (en) Muḥammad-i Zarandī Nabīl-i Aʿẓam (trad. Shoghi Effendi), The Dawn-Breakers : Nabíl’s Narrative, Wilmette, Bahá’í Publishing Trust, 1932 (ISBN 978-0-900125-22-5, lire en ligne)Traduction française : Muḥammad-i Zarandī Nabīl-i Aʿẓam, La Chronique de Nabíl [« The Dawn-Breakers »], Bruxelles, Maison d’éditions bahá’íes, 1986 (lire en ligne)
- My Memories of Bahāʾ-Allāh, écrit par Ustād Muḥammad-ʿAlīy-i Salmānī et publié par Kalimāt Press, Los Angeles, 1982.
- (en) Shoghi Effendi, God Passes By, 1944 (lire en ligne)Traduction française : Shoghi Effendi, Dieu passe près de nous [« God Passes By »], Bruxelles, Maison d’éditions bahá’íes, 1976
- The Cyprus Exiles, écrit par Moojan Momen et publié dans Bahā'ī Studies Bulletin, 1991, p. 81-113.
- Baha'u'llah's Surah of God : Text, Translation, Commentary, traduit par Juan Cole et publié dans Translations of Shaykhi, Babi and Baha'i Texts, 2002, vol. 6, no 1.

### Études
(en ordre alphabétique)
- (en) Abbas Amanat, Resurrection and Renewal : The Making of the Babi Movement in Iran, 1844-1850, Ithaca, Cornell University Press, 1989, 461 p. (ISBN 978-0-8014-2098-6)
- (en) Nima Wahid Azal, Luvah: Journal of Creative Imagination, 2013, 1-37 p. (ISSN 2168-6319, lire en ligne), « Invoking the Seven Worlds : An acrostic prayer by Mīrzā Yaḥyā Nūrī Ṣubḥ-i Azal »
- [PDF] Fabrizio Frigerio, « Un prisonnier d'État à Chypre sous la domination ottomane : Soubh-i Ezèl à Famagouste », Πρακτικά του Γ Διεθνούς Κυπρολογικού Συνέδριου (Actes du IIIe Congrès International d'Études Chypriotes), Nicosie, Chypre, vol. 13,‎ 2001, p. 629-646.
- (en) Denis MacEoin, « Division and authority claims in Babism (1850-1866) », Studia iranica, vol. 18,‎ 1989, p. 93-129.
- (en) Denis MacEoin, The Messiah of Shiraz : Studies in Early and Middle Babism, Leiden, Brill, 2008 (ISBN 978-90-04-17035-3, lire en ligne)
- (en) Denis MacEoin, The Sources for Early Bābī Doctrine and History : A Survey, Leiden, E.J. Brill, 1992, 274 p. (ISBN 978-90-04-09462-8, lire en ligne)-
- William McCants (en) et Kavian Milani, The History and Provenance of an Early Manuscript of the Nuqtat al-kaf Dated 1268 (1851–52), Iranian Studies, septembre 2004, vol. 37, no 3, p. 431-449.
- Manūčihrī Sipihr, The Practice of Taqiyyah (Dissimulation) in the Babi and Bahai Religions, Research Notes in Shaykhi, Babi and Baha'i Studies, 1999, vol. 3, no 3.
- Manūčihrī Sipihr, The Primal Point’s Will and Testament, Research Notes in Shaykhi, Babi and Baha'i Studies, 2004, vol. 7, no 2.